# Hermann Pieper (Agrarwissenschaftler)
Hermann Pieper (* 17. Oktober 1881 in Wilhelmseichen bei Wirsitz, Provinz Posen; † 16. Februar 1954 in Leutewitz) war ein deutscher Saatgutforscher.

## Leben
Pieper studierte Landwirtschaft in München und Jena und promovierte 1909 bei Wilhelm Edler mit einer Dissertation über die Keimung von Gräser-Saatgut. Seitdem arbeitete er als wissenschaftlicher Assistent bei Bruno Steglich an der landwirtschaftlichen Abteilung der Pflanzenphysiologischen Versuchsstation Dresden. 1924 erfolgte seine Ernennung zum Abteilungsleiter und stellvertretenden Direktor mit Professorentitel an der Landwirtschaftlichen Versuchsanstalt Dresden. 1939 wurde er in den Ruhestand versetzt. Bis 1946 war er als praktischer Landwirt tätig, dann als Saatzuchtleiter im Saatzuchthauptgut Leutewitz bei Meißen.
Seine Arbeitsschwerpunkte waren die Saatgutproduktion, die Saatgutaufbereitung und die Saatgutuntersuchung. Pieper gehörte zu den kompetentesten Saatgutexperten seiner Zeit. In einem zweimal aufgelegten Handbuch hat er alle Teilgebiete des Saatgutwesens in klarer und verständlicher Form dargestellt. Außerdem beschäftigte er sich mit Problemen der Unkrautbekämpfung und mit der züchterischen Verbesserung landwirtschaftlicher Kulturpflanzen.

## Schriften
- Vergleichende Keimversuche mit Grassämereien nebst einigen Bemerkungen zu grundsätzlichen Fragen der Keimprüfungsmethode. Diss. phil. Jena 1909.
- Der Windhalm (Apera spica venti). Arbeiten der Deutschen Landwirtschafts-Gesellschaft H. 236, Berlin 1912.
- Das Saatgut. Ein Handbuch für Landwirte und Berater der Landwirtschaft, für Samenhändler und landwirtschaftliche Genossenschaften. Verlag Paul Parey Berlin 1930, 2. Aufl. ebd. 1952.